# Puzdrowo
Puzdrowo [pronunciación en polaco: /puzˈdrɔvɔ/] (casubio: Pùzdrowò, en alemán: Pusdrowo) es un pueblo en el distrito administrativo de Gmina Sierakowice, dentro del Distrito de Kartuzy, Voivodato de Pomerania, en el norte de Polonia. Se encuentra aproximadamente 4 kilómetros al suroeste de Sierakowice, 23 kilómetros al oeste de Kartuzy, y 51 kilómetros al oeste de la capital regional, Gdańsk.
Para detalles de la historia de la región, véase Historia de Pomerania.
El pueblo tiene una población de 810 habitantes.